# Legia Honorowa (Haiti)
Order Legii Honorowej (fr. Ordre de la Légion d'Honneur) – odznaczenie drugiego Cesarstwa Haiti ustanowione 21 września 1849 przez Faustyna I.
Przyznawane za wybitne zasługi dla państwa. Dzieliło się na trzy klasy: Krzyż Wielki, Komandor i Kawaler. Po obaleniu monarchii 15 stycznia 1859 – zniesione.